# Lijst van voetbalinterlands Argentinië - Spanje (vrouwen)
Deze lijst van voetbalinterlands is een overzicht van alle officiële voetbalinterlands tussen de nationale vrouwenteams van Argentinië en Spanje. De landen hebben tot nu toe één keer tegen elkaar gespeeld. 

## Wedstrijden
| № | Plaats  | Datum            | Competitie        | Wedstrijd           | Uitslag |
| - | ------- | ---------------- | ----------------- | ------------------- | ------- |
| 1 | Melilla | 11 november 2022 | Vriendschappelijk | Spanje − Argentinië | 7 − 0   |

## Samenvatting
| Competitie        | Totaal gespeeld | Winst Argentinië | Gelijk | Winst Spanje | Doelsaldo Argentinië – Spanje |
| ----------------- | --------------- | ---------------- | ------ | ------------ | ----------------------------- |
| Vriendschappelijk | 1               | 0                | 0      | 1            | 0 − 7                         |
| Totaal            | 1               | 0                | 0      | 1            | 0 − 7                         |